# Il-Maqluba
Il-Maqluba är ett slukhål i republiken Malta. Det ligger i kommunen Il-Qrendi, i den södra delen av landet. Il-Maqluba ligger 91 meter över havet.
Närmaste större samhälle är Żurrieq, 1,5 kilometer öster om Il-Maqluba.